# Campionato Primavera 1999-2000
Il Campionato Primavera 1999 - 2000 è stata la 38ª edizione del Campionato Primavera. Il detentore del trofeo è l'Empoli.
La squadra vincitrice del torneo è stata il Bari, che si è aggiudicata il titolo di campione nazionale per la prima volta nella sua storia.